# Stig Rønne
Hans Stig Trappaud Rønne (30 dicembre 1887 – 15 settembre 1951) è stato un ginnasta danese.

## Palmarès

### Olimpiadi
- 1 medaglia:
  - 1 oro (Anversa 1920 nel concorso libero a squadre)